# Athetis poliophaea
Athetis poliophaea är en fjärilsart som beskrevs av George Francis Hampson 1911. Athetis poliophaea ingår i släktet Athetis och familjen nattflyn. Inga underarter finns listade i Catalogue of Life.